# Vojtěch Lokajíček
Vojtěch Karel Lokajíček (28. říjen 1906 Blovice – 3. srpen 1958 Rokycany) byl 20. blovický starosta (ve funkci předsedy národního výboru) v letech 1952–1957.
Vojtěch Lokajíček se narodil 28. října 1906 v Blovicích otci Václavovi, jež byl horníkem ve Zbůchu. Absolvoval měšťanskou školu v Blovicích a vyučil se obuvníkem. Oženil se 26. dubna 1930 s krejčovou Hermínou, rozenou Cílovou, a měli dvě děti: Jiřího (právníka) a Janu. Během krize ve třicátých letech přišel o místo obuvníka a stal se okresním cestářem, kteréžto povolání vykonával až do konce války. Poté odešel do částečného invalidního důvodu kvůli problémům se srdcem.

## Politická činnost
V květnu 1945 spoluzakládal buňku KSČ v Blovicích. Při znovuobnovení okresu Blovice v roce 1949 se stal prvním tajemníkem okresního výboru KSČ; brzy byl však pro špatný zdravotní stav odvolán. Po rezignaci Josefa Homana se stal v roce 1952 předsedou blovického národního výboru. Jeho mandát byl významný z hlediska výrazného navýšení bytových jednotek ve městě. Starostenský post opustil po volbách v roce 1957 (nahradil ho Jaroslav Šlauf), ale zbývající rok života byl stále členem rady MNV. Zemřel 3. srpna 1958 v Rokycanech ve věku 51 let.
Československé bezpečnostní složky na Vojtěcha Lokajíčka vedly svazek s krycím jménem "Kryt".